# Amber Rose

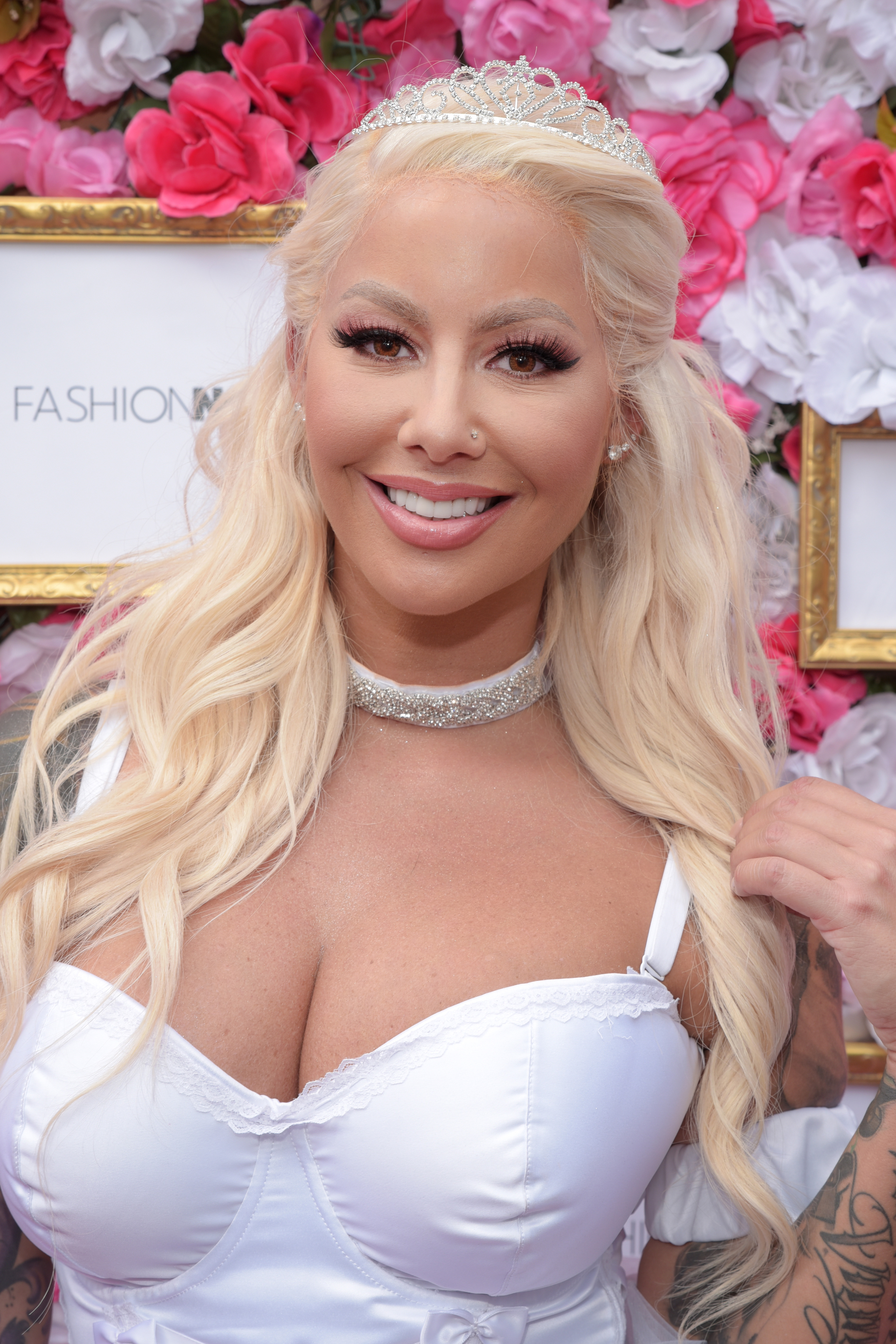
Amber Rose 2018 Amber Rose Slutwalk 2018

Amber Rose (* 21. Oktober 1983 in Philadelphia als Amber Levonchuck) ist ein US-amerikanisches Model. Größeren Bekanntheitsgrad erhielt sie durch ihre Beziehung zu dem Rapper Kanye West und durch ihre Heirat mit Wiz Khalifa im Juli 2013.

## Werdegang
Amber Rose begann ihre Karriere als Erotik-Tänzerin. 2009 modelte sie für eine Printkampagne von Louis Vuitton und unterschrieb einen Modelvertrag bei der Agentur Ford Models in New York City. Zudem lief sie im selben Jahr für Celestino auf der New York Fashion Week.
Als Tänzerin wirkte Rose in zahlreichen Musikvideos mit, so etwa in denen zu Ludacris’ What Them Girls Like, Young Jeezys Vacation, Mary Marys God in Me, Nicki Minajs Massive Attack und Fabolous’ You Be Killin' Em. 2010 hatte sie einen Auftritt in der Realitysendung Running Russell Simmons. Zudem nahm Amber Rose, die sich offen zu ihrer Bisexualität bekennt, an der NOH8-Kampagne teil, die sich gegen Proposition 8 – einen Verfassungszusatz, der in Kalifornien nur Ehen zwischen Mann und Frau anerkennt – richtete.
2011 war sie in der dritten Staffel von RuPaul’s Drag Race Gastjurorin und zudem Jurymitglied in der zweiten Staffel der Reality-Sendung Master of the Mix. Im November 2011 bewarb sie zwei neue Geschmackssorten der Wodka-Brennerei Smirnoff. Die entsprechende Printwerbung wurde von David LaChapelle fotografiert. Am 10. Januar 2012 erschien ihre Debüt-Single Fame, die sie zusammen mit ihrem Partner Wiz Khalifa aufnahm. Am 6. Februar 2012 folgte ihre zweite Single Loaded.
Rose hat zwei Söhne. Am 8. Juli 2013 heiratete sie den Rapper Wiz Khalifa, mit dem sie einen Sohn namens Sebastian Taylor Thomaz hat. Die standesamtliche Trauung fand in Los Angeles statt. Nach nur einem Jahr reichte Rose am 22. September 2014 nach einem Seitensprung ihres Ehemanns die Scheidung ein. Bis 2021 war sie in einer Beziehung mit dem Musikmanager Alexander Edwards, mit dem sie einen Sohn (* 2019) hat.